# Codex Bezae Cantabrigiensis
Codex Bezae Cantabrigiensis (D/05) er et bibelhåndskrift fra det 5. århundrede. 
Skriftet er på græsk og indeholder næsten de fire evangelier og Apostlenes Gerninger. Det består af 406 blade (26 x 21,5 cm). 
Manuskriptet er et fragment. 
Håndskriftet ligger i University of Cambridge (Nn. II 41).

## Eksterne link og kildehenvisninger
- Wikimedia Commons har flere filer relateret til Codex Bezae Cantabrigiensis

- Scrivener F. H. A., Bezae Codex Cantabrigiensis: being an exact Copy, in ordinary Type, of the celebrated Uncial Graeco-Latin  Manuscript of the Four Gospels and Acts of the Apostles, written early  in the Sixth Century, and presented to the University of Cambridge by  Theodore Beza A.D. 1581. Edited, with a critical Introduction,  Annotations, and Facsimiles, Cambridge: Deighton, Bell, and Co, 1864.
- Codex Bezae Cantabrigiensis. Tekst og engelsk oversættelse. Arkiveret 3. august 2017 hos  Wayback Machine
- Christian-B. Amphoux, «La grande lacune du Codex de Bèze.» Arkiveret 13. december 2010 hos  Wayback Machine, Vol. 17 (2004) 3-26
- J. Rendel Harris, Codex Bezae. A Study of the so-called Western Text of the New Testament, At the University Press, Cambridge 1891.

| Religion | Spire Denne religionsartikel er en spire som bør udbygges. Du er velkommen til at hjælpe Wikipedia ved at udvide den. |